# Arara, Paraíba
Arara je občina in mesto v zvezni državi Paraíba v severovzhodni regiji Brazilije.

## Zgodovina
Prvotno je to območje zasedalo ljudstvo Cariri. Podeželje je bilo prekrito z drevesi Schinopsis brasiliensis, katerih les je bil črn, v lokalnem domorodnem jeziku poznan kot Baraúna. Drevesa so služila kot zavetje ljudem, ki so potovali v bližnja območja Brejo in Curimataú, da bi kupili moko, kasavo in rapaduro (nerafiniran cel trsni sladkor), osnovna živila, ki so na voljo na teh območjih. Območje je bilo znano kot Baraúnas das Araras zaradi velikega števila papig ar (portugalsko arara, ki jih je bilo tam mogoče najti šele leta 1860, ko je duhovnik José Antônio Maria Ibiapina prispel na območje iz Ceará. Močno je vplival na civilizacijo območja Curimataú. Ustanovil je sanatorij Santa Fé blizu današnjega mesta, na zemljišču, ki ga je podaril major Antônio José da Cunha, lastnik nahajališč apna na tem območju.
Major Antônio José da Cunha je zgradil tudi prvo hišo v bodoči vasi Arara in veliko prispeval k njenemu razvoju do leta 1881, ko je umrl v starosti 94 let.
Padre Ibiapina je ustanovil tudi matično cerkev Arara, pod imenom Nossa Senhora da Piedade (Naša Gospa pobožnosti), in služil nastajajoči skupnosti. Leta 1876 je imela vas okoli 80 hiš in 500 prebivalcev.
V letih 1937 in 1938 je bila Arara v upravni razdelitvi Brazilije omenjena kot del občine Serraria. 1. decembra 1961 je bilo mesto ločeno od Serrarie in vključeno kot ločena občina. Veliko ljudi je delalo za ta cilj, vključno z dr. Marinésio Moreno, dr. Mário Moreno in Marísio da Cunha Moreno.

## Geografija
Je v mezoregiji Agreste Paraibano in mikroregiji Zahodni Curimataú. Leži na visoki planoti Borborema na nadmorski višini 467 m. Sedež občine je na povprečni nadmorski višini 467 m. Mesto je od glavnega mesta João Pessoa po asfaltirani avtocesti oddaljeno 155 km, v ravni črti pa 103 km. Njegova skupna površina je 99,112 km², ta skupna površina občine predstavlja 0,1574 % države, 0,0057 % severovzhodne regije in 0,001 % celotnega brazilskega ozemlja.
Sosednje občine so Solânea (sever), Areia (jug), Serraria e Pilões (vzhod), Casserengue in Algodão de Jandaíra (zahod).
Relief je rahlo valovit z evtrofnimi litoličnimi tlemi, s šibko peščeno strukturo in srednje kamnito fazo, s hipokserofilnim reliefom, valovito podlago iz gnajsa in granita, značilno za regijo Planalto da Borborema, regijo, ki je nastala po masivih in visokih gričih. V občini se nadmorske višine gibljejo med 330 in 570 metri.

## Podnebje
Mesto, ki je na visoki planoti, ima polsušno podnebje s povprečnimi letnimi temperaturami v območju 22 °C. Deževno obdobje se začne januarja ali februarja in traja do septembra ali oktobra.

### Hidrografija
Območje, kjer je občina Arara, prečkajo začasne reke, ki so znotraj domen porečja reke Mamanguape, v skladu z Izvršno agencijo za upravljanje z vodami države Paraíba (AESA).
Glavni vodotoki v občini imajo prekinitveni režim pretoka in drenažni vzorec je dendritičen; večinoma so majhni potoki, vendar lahko izpostavimo naslednji reki Rio Jacaré in Rio Araçagi-mirim, pritoku reke Mamanguape.

### Vegetacija
Prevladujoča vegetacija v občini je caatinga, s prisotnostjo ostankov Atlantskega gozda v močvirjih na visokih nadmorskih višinah, na vzhodu občine v regijah blizu meje z Areio in Pilões. Caatinga je sestavljena iz hiperkserofilnih vrst, z močno prisotnostjo grmov z zvitimi vejami in globokimi koreninami. Najpogosteje najdene vrste so kaktusi, caroá, aroeira, angico, juazeiro, mandacaru in baraúna.
Atlantski gozd, značilen za visokogorska močvirja, je sestavljen iz srednje velikih in velikih dreves, ki jih tvori gost in sklenjen gozd. Ker so velika drevesa zelo bogata z biotsko raznovrstnostjo, tvorijo mikroklimo v gozdu s senco in veliko vlage. Najpogostejše vrste so: palmovke, bromelijevke, begonije, orhideje, vinska trta, mahovi, brazilski les, jacaranda, peroba (Aspidosperma polyneuron), jequitibá-rosa (cariniana legalis), borovke, andira, ananas in smokvovci.

## Demografija
Po podatkih IBGE (Brazilski inštitut za geografijo in statistiko) iz leta 2020 je v občini živelo 13.542 ljudi. Gostota naseljenosti je bila 127,66 preb./km².
Zadnji popis prebivalstva IBGE leta 2000 je razkril naslednje številke: 7109 Pardo (rjavih) ljudi (61,66 %), 4033 belcev (34,98 %), 350 temnopoltih (3,03 %).